# Aberlour (palírna)
Aberlour je skotská palírna společnosti Pernod-Ricard nacházející se ve vesnici Aberlour v hrabství Banffshire, jež vyrábí skotskou sladovou whisky.

## Historie
Název Aberlour v gaelštině znamená ústí bublajícího potoka, který je i zobrazen na etiketách.
Původní palírna byla založena v roce 1826 a na jejím místě roku 1879 vznikla nová, kterou založil James Fleming. Tato palírna v roce 1898 vyhořela a musela být vybudovaná znovu. Poslední přebudování provedla společnost Pernod-Ricard v letech 1973 a 1974. Produkuje whisky značky Aberlour, což je 10letá whisky s obsahem alkoholu 40 %. Část produkce se používá do míchaných whisky Clan Campbell. Tato whisky je s příchutí smetany, máty a karamelu.

## Galerie

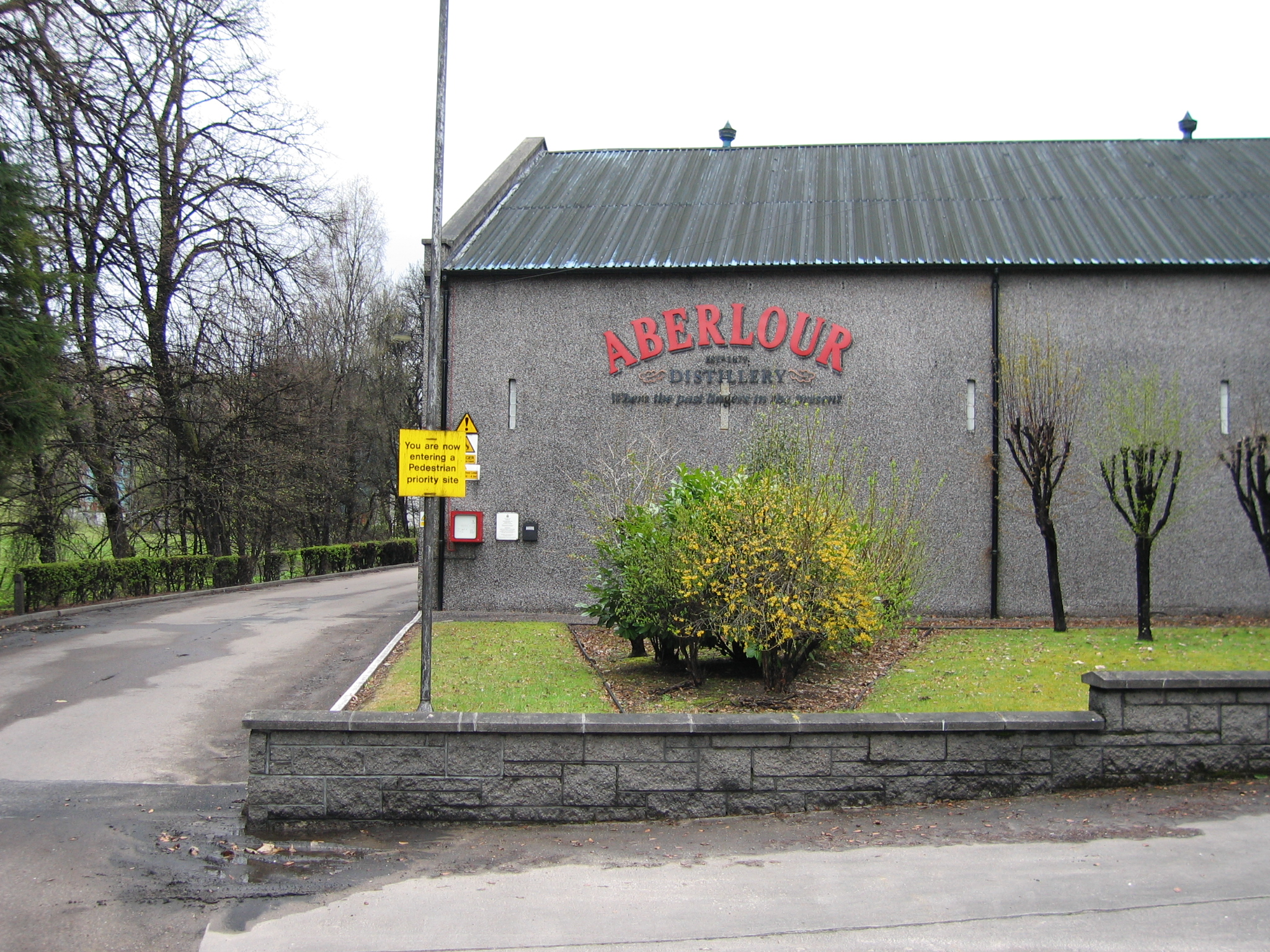
Aberlour Distillery
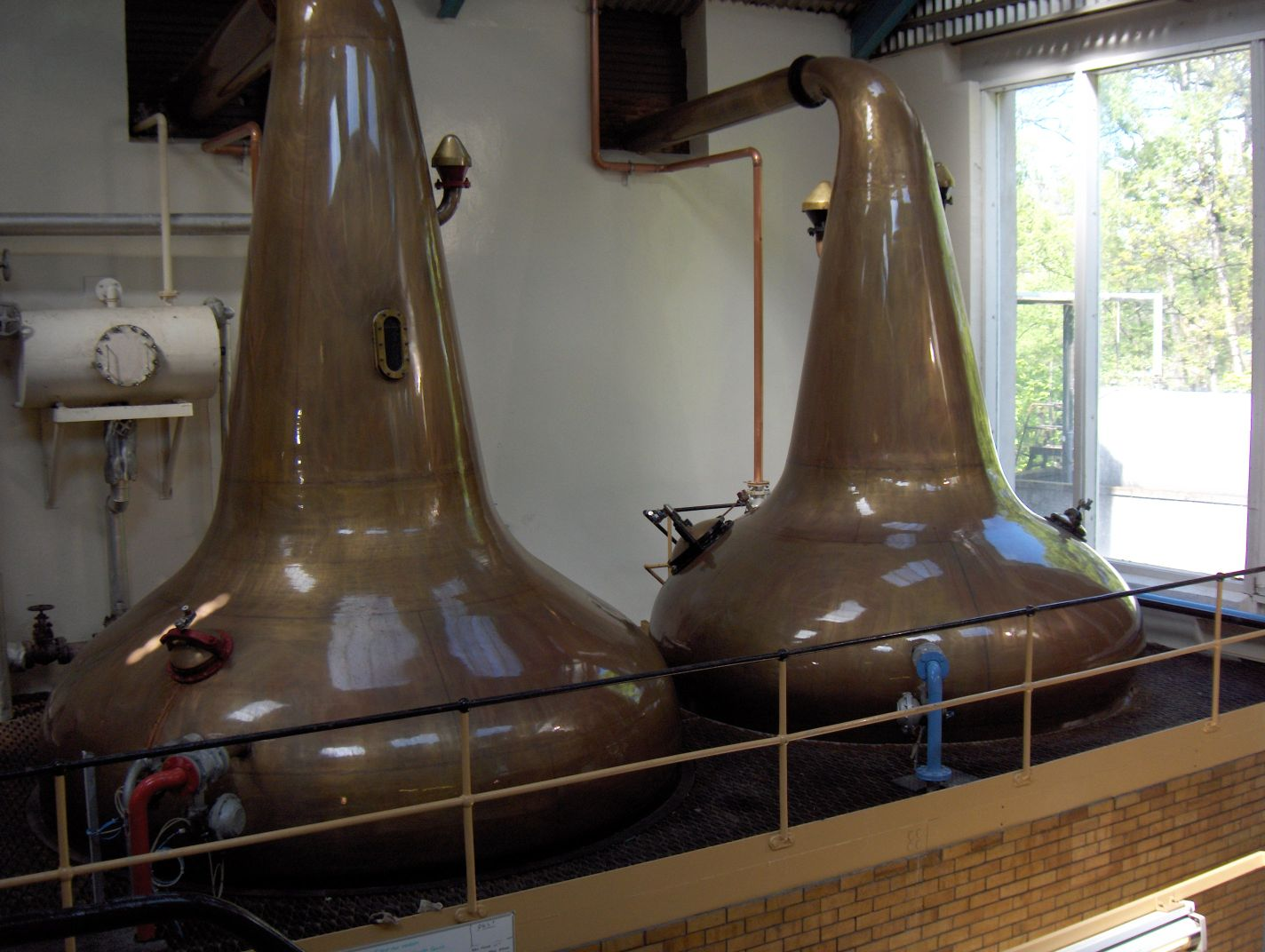
Destilační kotle